# Sonja Nef
Sonja Nef, née le 19 avril 1972 à Heiden, est une skieuse alpine suisse. Après des débuts au plus haut niveau retardés pour cause de blessures à répétition (elle sera opérée 7 fois au genou droit), elle fait ses débuts avec l'équipe suisse en 1996. Cette même année, elle se fait remarquer en remportant la première manche du géant des championnats du monde à Sierra Nevada (station de ski), puis en chutant dans la deuxième manche, se privant ainsi du titre mondial. Elle poursuit ensuite sa progression dans la hiérarchie de sa spécialité et devient en 2001 et 2002 la leader incontestée du slalom géant, remportant deux fois de suite le classement général de la discipline et prenant en 2001 sa revanche sur les championnats du monde, en remportant la médaille d'or. Par ailleurs, elle a établi entre décembre 2000 et mars 2001 un record de cinq victoires consécutives en géant (qui a été égalé depuis par Anja Pärson, mais sur deux saisons différentes). Elle a aussi été une très bonne slalomeuse, réussissant à se classer deuxième du classement général de cette discipline en 2001 et quatrième en 2002.
Après plusieurs nouvelles blessures, elle tarde à revenir à son meilleur niveau, et met un terme à sa carrière sportive le 21 février 2006 à cause d'une inflammation à la hanche.
À l'occasion de ses 50 ans, elle se confie sur sa vie privée et sa carrière dans la presse.

## Palmarès

### Jeux olympiques d'hiver
| Épreuve / Édition | Nagano 1998 | Salt Lake City 2002 |
| Slalom géant      | Ab.         | Bronze              |
| Slalom            | Ab.         | Ab.                 |

### Championnats du monde
| Épreuve / Édition | Sierra Nevada 1996 | Sestrières 1997 | Vail/Beaver Creek 1999 | Sankt Anton 2001 | Saint-Moritz 2003 | Bormio 2005 |
| Slalom géant      | Ab.                | 8e              | 11e                    | Or               | 8e                | Ab.         |
| Slalom            | Ab.                | Ab.             | Ab.                    | 7e               | 6e                | Ab.         |

### Coupe du monde
- Meilleur classement général : 3e en 2002
- Vainqueur du classement du géant en 2001 et 2002
- 32 podiums dont 15 victoires (13 en slalom géant, 2 en slalom)

#### Différents classements en coupe du monde
| Année/Classement | Année/Classement | Général | Général | Descente | Descente | Super G | Super G | Géant  | Géant  | Slalom | Slalom | Combiné | Combiné |
| ---------------- | ---------------- | ------- | ------- | -------- | -------- | ------- | ------- | ------ | ------ | ------ | ------ | ------- | ------- |
| Année/Classement | Année/Classement | Class.  | Points  | Class.   | Points   | Class.  | Points  | Class. | Points | Class. | Points | Class.  | Points  |
| 1993             | 1993             | 120e    | 9       | -        | -        | -       | -       | 56e    | 9      | -      | -      | -       | -       |
| 1994             | 1994             | 106e    | 12      | -        | -        | -       | -       | 47e    | 12     | -      | -      | -       | -       |
| 1995             | 1995             | 48e     | 141     | -        | -        | -       | -       | 15e    | 141    | -      | -      | -       | -       |
| 1996             | 1996             | 15e     | 489     | -        | -        | -       | -       | 5e     | 292    | 11e    | 197    | -       | -       |
| 1997             | 1997             | 23e     | 270     | -        | -        | -       | -       | 13e    | 148    | 20e    | 122    | -       | -       |
| 1998             | 1998             | 16e     | 443     | -        | -        | -       | -       | 4e     | 359    | 26e    | 63     | -       | -       |
| 1999             | 1999             | 15e     | 454     | -        | -        | -       | -       | 4e     | 353    | 21e    | 101    | -       | -       |
| 2000             | 2000             | 6e      | 789     | -        | -        | -       | -       | 2e     | 602    | 14e    | 187    | -       | -       |
| 2001             | 2001             | 4e      | 1060    | -        | -        | -       | -       | 1re    | 676    | 2e     | 384    | -       | -       |
| 2002             | 2002             | 3e      | 904     | -        | -        | -       | -       | 1re    | 574    | 4e     | 330    | -       | -       |
| 2003             | 2003             | 13e     | 494     | -        | -        | -       | -       | 5e     | 329    | 14e    | 165    | -       | -       |
| 2004             | 2004             | 29e     | 283     | -        | -        | -       | -       | 16e    | 120    | 19e    | 163    | -       | -       |
| 2005             | 2005             | 24e     | 275     | -        | -        | -       | -       | 17e    | 135    | 14e    | 140    | -       | -       |
| 2006             | 2006             | 82e     | 38      | -        | -        | -       | -       | 38e    | 20     | 38e    | 18     | -       | -       |

#### Détail des victoires
| Édition / Épreuve | Géant                                                        | Slalom     | Total |
| 1996              | -                                                            | Sestrières | 1     |
| 2000              | Tignes Åre Sestrières                                        | -          | 3     |
| 2001              | Park City Sestrières Semmering Maribor Cortina d'Ampezzo Åre | Åre        | 7     |
| 2002              | Val-d'Isère Maribor Flachau                                  | -          | 3     |
| 2003              | Bormio                                                       | -          | 1     |
| Total             | 13                                                           | 2          | 15    |